# Rio-de-janeiromiersluiper
De rio-de-janeiromiersluiper (Myrmotherula fluminensis) is een zangvogel uit de familie Thamnophilidae (miervogels). Het is een endemische vogelsoort van het Atlantisch Woud in zuidoostelijk Brazilië, maar de soortstatus wordt niet door BirdLife International erkend.

## Kenmerken
De vogel is 9,5 cm lang. Het is een vertegenwoordiger uit een groep van nauw verwante soorten miersluipers. Deze soort lijkt sterk op de witflankmiersluiper (M. axillaris). Het mannetje is loodkleurig grijs met een zwart befje dat bijna tot op de buik reikt. De vleugels zijn zwart met witte stippen op de vleugeldekveren. Het vrouwtje is grijs met bruingrijze onderkant. De sterk gelijkende witflankmiersluiper is zwart van onder en heeft contrasterende witte flanken.

## Verspreiding en leefgebied
Deze soort is endemisch in zuidoostelijk Brazilië. De vogel werd pas in 1988 beschreven aan de hand van exemplaren die waren verzameld in een geïsoleerd liggend en zwaar aangetast stukje bos in het midden van de deelstaat Rio de Janeiro. Aanvullende waarnemingen werden later gedaan in de dichte ondergroei van jong bos, meestal twee meter van de grond in klimplanten.

## Status
De rio-de-janeiromiersluiper heeft een zeer klein verspreidingsgebied en daardoor is de kans op uitsterven aanwezig. De grootte van de populatie werd in 2012 door BirdLife International geschat op 70 tot 400 individuen. Van het Atlantisch Woud is bijna niets meer over. Over de ecologie en soortstatus van deze vogel is maar weinig bekend. Om deze redenen staat deze soort als ernstig bedreigd (kritiek) op de Rode Lijst van de IUCN.